# Carlo Ausino
Carlo Ausino (Messina, 20 luglio 1938 – Torino, 22 novembre 2020) è stato un regista e direttore della fotografia italiano.

## Biografia
Diresse alcuni film dagli anni settanta con budget modesti, al punto che a volte i suoi lavori non vennero nemmeno distribuiti. Le sue pellicole migliori sono di genere fantastico (La città dell'ultima paura del 1975, La villa delle anime maledette del 1982) e lo si ricorda anche per il poliziottesco di successo Torino violenta (1977).
È morto a Torino il 22 novembre 2020.

## Filmografia
- L'ora della pietà (1969)
- La città dell'ultima paura (1975)
- Prima che il sole tramonti (1976)
- Torino violenta (1977)
- Tony, l'altra faccia della Torino violenta (1980)
- La villa delle anime maledette (1982)
- Nebuneff (1988)
- Senza scrupoli 2 (1990)
- Racconto di natale - cortometraggio (1997)
- Una favola moderna - cortometraggio (2001)
- The Trailer - cortometraggio (2002)
- Killer's Playlist (2006)